# (34856) 2001 TR32
2001 TR32 (asteroide 34856) é um asteroide da cintura principal. Possui uma excentricidade de 0.05506200 e uma inclinação de 6.14307º.
Este asteroide foi descoberto no dia 14 de outubro de 2001 por LINEAR em Socorro.